# Oranienbaumer Heide
Koordinaten: 51° 46′ 26″ N, 12° 21′ 43″ O

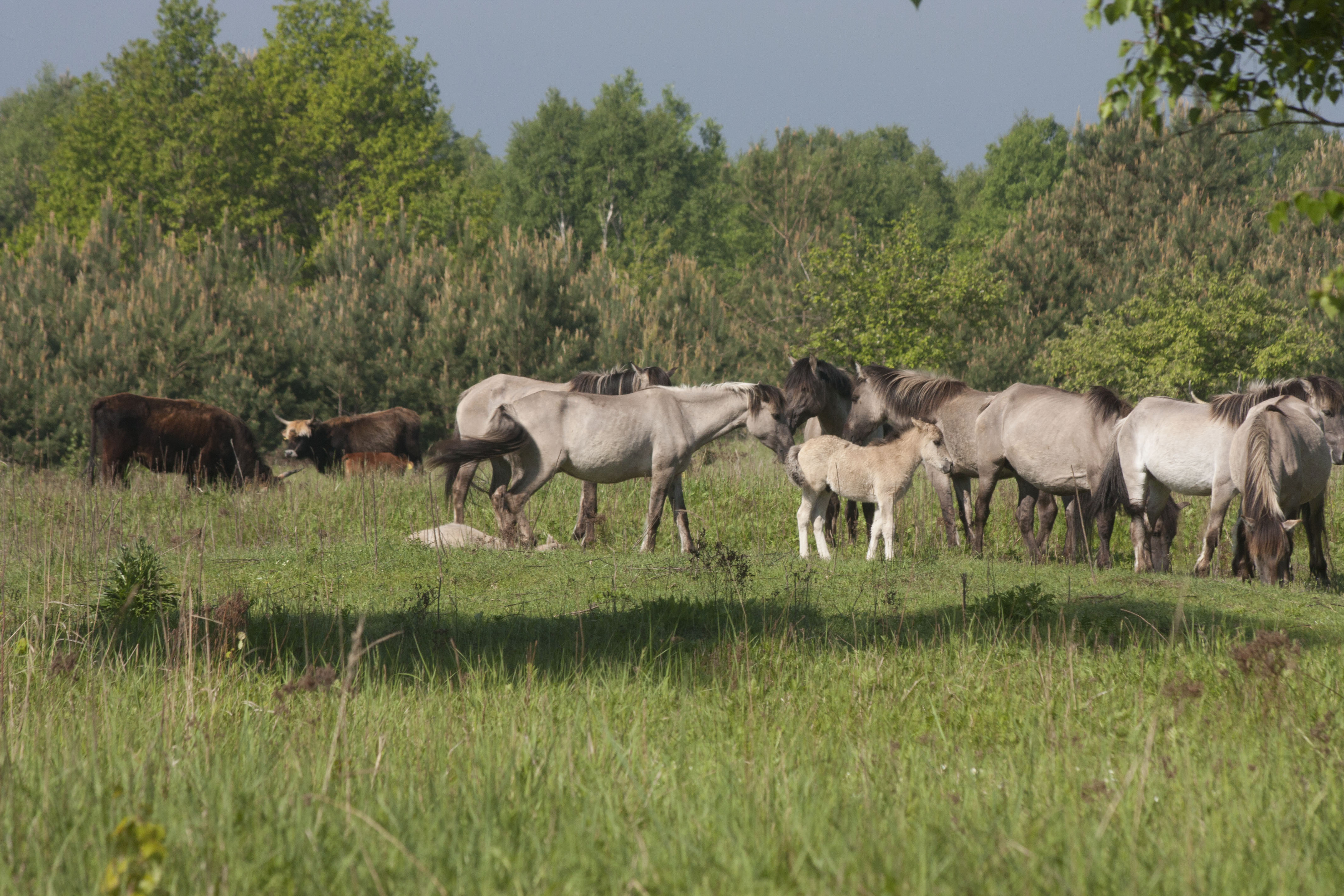
Konikpferde und Heckrinder im Naturschutzgebiet Oranienbaumer Heide

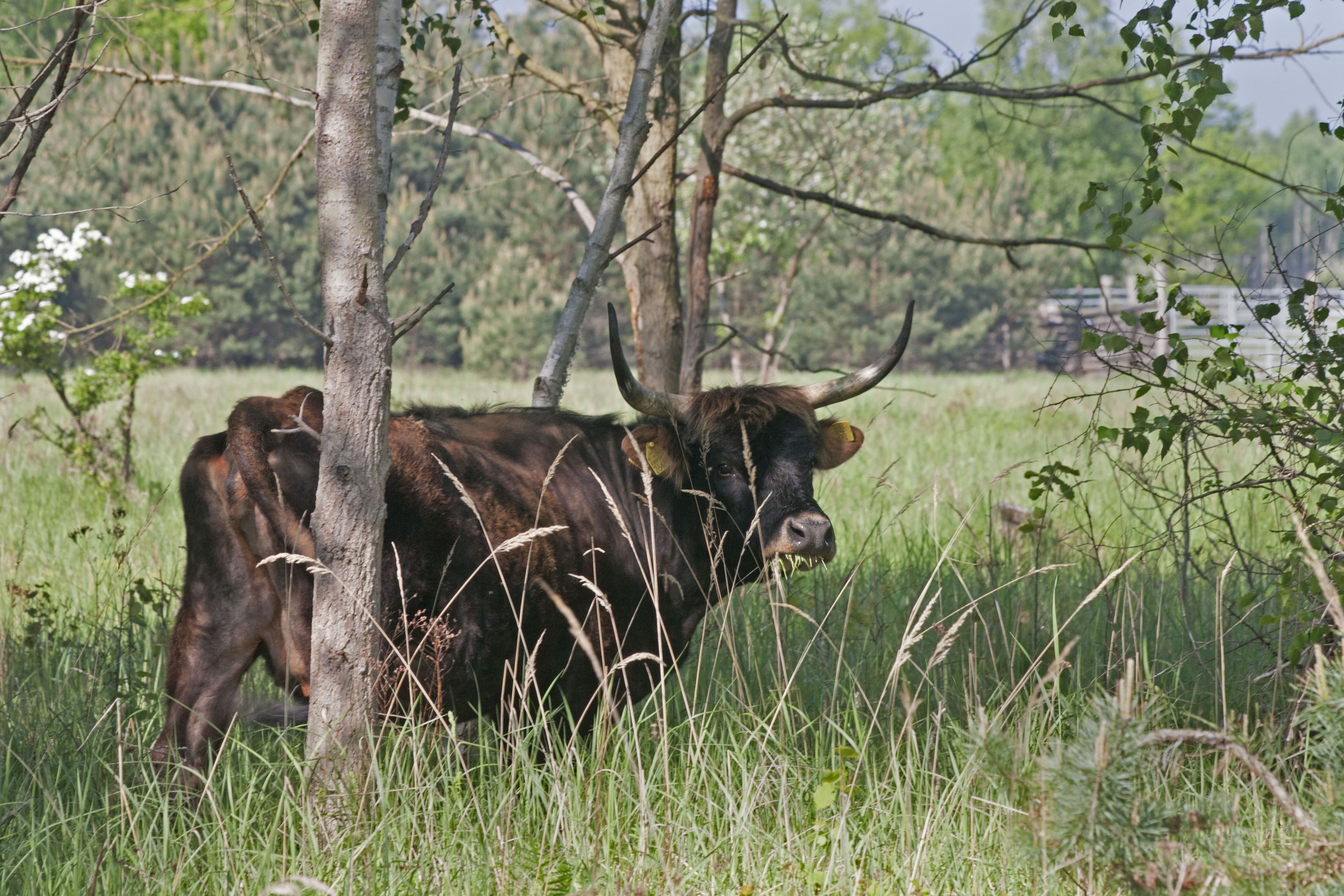
Heckrind im Naturschutzgebiet Oranienbaumer Heide

Die Oranienbaumer Heide ist ein Naturschutzgebiet in der kreisfreien Stadt Dessau-Roßlau und den Städten Oranienbaum-Wörlitz und Gräfenhainichen im Landkreis Wittenberg in Sachsen-Anhalt.

## Allgemeines
Das Naturschutzgebiet mit dem Kennzeichen NSG 0184 ist rund 2683 Hektar groß. Es ist größtenteils Bestandteil des FFH-Gebietes „Mittlere Oranienbaumer Heide“ und des gleichnamigen EU-Vogelschutzgebietes und größtenteils vom Landschaftsschutzgebiet „Oranienbaumer Heide“ umgeben. Das Gebiet steht seit dem 28. Juni 2014 unter Schutz (Datum der Verordnung: 23. Mai 2014). Es ersetzt das 1998 ausgewiesene Naturschutzgebiet „Mittlere Oranienbaumer Heide“ (Datum der Verordnung: 16. Oktober 1998). Zuständige untere Naturschutzbehörden sind die Stadt Dessau-Roßlau und der Landkreis Wittenberg.

## Lage
Das Naturschutzgebiet liegt südöstlich von Dessau zwischen Mildensee, einem Stadtteil von Dessau-Roßlau, Oranienbaum, einem Ortsteil von Oranienbaum-Wörlitz sowie Jüdenberg und Möhlau, Ortsteilen von Gräfenhainichen im Übergangsbereich vom Mittelelbegebiet zur Dübener Heide. Das zum größten Teil im Biosphärenreservat Mittelelbe liegende Naturschutzgebiet umfasst auch 2134 Hektar des Nationalen Naturerbes „Oranienbaumer Heide“, das von der gemeinnützigen DBU Naturerbe betreut wird. Das Naturschutzgebiet umfasst neben der namensgebenden Oranienbaumer Heide den Bläserbruch, den Hänscheteil, die Semmelberge, das Große Heidefeld, den Ellerborn, den Sarmen, die Schornicker Lache, die Mochhau, den Moorteich (auch: Mochteich), die Moorwiese (auch: Mochwiese), den Hirschborn, den Spitzen Berg und die Alte Grube Möhlau. Einige der Flächen wurden Anfang der 1990er-Jahre als flächenhafte Naturdenkmäler ausgewiesen: Mochhau und Moorteich mit der „Vorschrift über die Festsetzung von flächenhaften Naturdenkmälern“ vom 27. September 1990 und Moorwiese mit der Vorschrift vom 27. Oktober 1992.

## Beschreibung
Das Naturschutzgebiet zählt zu den biotop- und artenreichsten Gebieten Sachsen-Anhalts. Der nördliche Bereich des Schutzgebietes wird von fluviatilen Sedimenten des Elbeurstromtals und der südliche Bereich von Hochflächen glazialer Moränen bestimmt. Insbesondere die zentralen Bereiche des Naturschutzgebietes dienten von 1945 bis 1992 der Sowjetarmee als Truppenübungsplatz. Teile im Süden und Osten wurden durch den Abbau von Braunkohle und Kies geprägt. Rund 478 Hektar des Naturschutzgebietes sind als Totalreservat der ungestörten natürlichen Entwicklung vorbehalten.
Große Flächen des Naturschutzgebietes werden von naturnahen Laubmischwäldern, die teilweise als Stieleichen- oder Eichen-Hainbuchenwälder sowie Eichenwälder auf den Sandebenen der Moränen ausgebildet sind, eingenommen. Vorherrschende Baumarten sind Stieleiche und Hainbuche. In den bewaldeten Bereichen sind Eingriffeliger Weißdorn, Waldmeister, Breitblättrige Sitter, Vielblütige Weißwurz, Pillensegge, Einblütiges Wintergrün, Gewöhnliches Pfeifengras, Braunrote Stendelwurz, Heidelbeere, Waldveilchen, Drahtschmiele, Waldziest, Waldzwenke und Adlerfarn zu finden. Insbesondere in den Randzonen stocken auch Kiefernforste, Kiefern-Birken-Mischwälder und Birkenwälder mit Waldkiefer und Hängebirke.
Im Bereich der Niederung des Sollnitzbaches, der im Südwesten das Naturschutzgebiet durchfließt bzw. begrenzt, stocken Auenwälder mit Schwarzerle und Gemeiner Esche sowie Erlen-Eschenwälder. Hier sind u. a. Kantiger Lauch, Rispen- und Stachelsegge, Geflügeltes Johanniskraut, Wiesenalant, Sumpfhaarstrang, Großer Wiesenknopf, Flügelbraunwurz und Wiesensilge zu finden. Daneben sind im Bereich der ehemaligen Abbaugebiete naturnahe Stillgewässer entstanden. Hier kommen u. a. Ästiger Igelkolben, Zwergigelkolben, Kleiner und Südlicher Wasserschlauch, Sumpfwasserstern, Sumpfsegge und Zwiebelbinse vor.
Der zentrale Bereich des Naturschutzgebietes wird von offenen und halboffenen Flächen mit Trocken- und Magerrasen, Heiden, Dünen mit offenen Grasflächen und Silbergraspionierfluren sowie Pfeifengraswiesen auf kalkreichen, torfigen und tonig-schluffigen Böden geprägt. Hier ist eine reichhaltige Flora u. a. mit Gewöhnlicher Steinquendel, Sandstrohblume, Besenheide, Ästige Graslilie, Kleines Habichtskraut, Zypressenwolfsmilch, Rotes Straußgras, Behaarter Ginster, Färberginster, Flügelginster, Ästiger Rautenfarn, Schafschwingel, Berghaarstrang, Tüpfelhartheu, Felsenfingerkraut, Echte Betonie, Hügelmeier, Rispenflockenblume, Großer Knorpellattich, Dreizahn, Heidelabkraut, Sprossendes Nelkenköpfchen, Norwegisches Fingerkraut, Taubenskabiose, Salbeigamander, Nordisches Labkraut und Echtes Labkraut zu finden. Daneben wurden über 60 verschiedene Pilze nachgewiesen, darunter Spitzgegeliger Saftpilz, Sklerotien-Stielporling und Sandborstling.
Das Naturschutzgebiet bietet zahlreichen Tieren einen Lebensraum. So sind hier u. a. Schwarzstorch, Kranich, Habicht, Sperber, Rot- und Schwarzmilan, Wespenbussard, Rohrweihe, Baumfalke, Wiedehopf, Schwarz-, Grau- und Mittelspecht, Ziegenmelker, Waldschnepfe, Heidelerche, Schwarzkehlchen, Sperbergrasmücke, Steinschmätzer, Grauammer, Brachpieper, Neuntöter und Raubwürger heimisch. Die offenen Bereiche bieten verschiedenen Insekten einen Lebensraum, darunter Schmetterlingen wie Klee- und Thymian-Widderchen, Magerrasen-Perlmuttfalter, Sonnenröschen-Würfeldickkopffalter, Hufeisenklee-Gelbling, Kleiner Sonnenröschen-Bläuling, Ockerbindiger Samtfalter und Heuschrecken wie Kleiner Heidegrashüpfer, Langflüglige Schwertschrecke, Blauflügelige Ödlandschrecke, Sumpfschrecke und Warzenbeißer. Weiterhin sind verschiedene an warme Trockenstandorte angepasste Spinnenarten heimisch, darunter Wanderspinnen, Plattbauchspinnen, Baldachinspinnen, Wolfsspinnen und Ameisenjäger. Totholz in den bewaldeten Flächen bieten z. B. dem Bogenförmigen Halsbock einen geeigneten Lebensraum.
Im Bereich der Gewässer sind Libellen wie Blauflüglige Prachtlibelle, Gemeine Keiljungfer, Grüne Flussjungfer, Keilflecklibelle und Gebänderte Heidelibelle heimisch. Hier kommen auch verschiedene Amphibien wie Laubfrosch, Springfrosch, Moorfrosch, Kreuzkröte, Wechselkröte, Knoblauchkröte und Bergmolch vor. Weiterhin sind im Naturschutzgebiet Reptilien heimisch, darunter Schlingnatter, Kreuzotter und Zauneidechse. Der Sollnitzbach ist auch Lebensraum von Elbebiber und Fischotter.
Das Naturschutzgebiet bietet auch Fledermäusen wie Braunes Langohr, Breitflügelfledermaus, Graues Langohr, Großer Abendsegler, Mopsfledermaus und Mückenfledermaus Lebensraum. Im Naturschutzgebiet ist auch der Wolf beobachtet worden. Seit Mitte der 2010er-Jahre ist ein Rudel nachgewiesen.
Weite Teile des Gebietes wurden nach der Aufgabe der militärischen Nutzung der natürlichen Sukzession überlassen. Sie verbuschen teilweise bzw. werden von Pionierwäldern eingenommen. Die Heideflächen und Trockenrasenbereiche müssen gepflegt werden, um den Aufwuchs von Gehölzen zu verhindern. Hierfür wurde in Zusammenarbeit mit der Hochschule Anhalt ein Pflegekonzept entwickelt. Seit 2008 werden Teile der Offenlandschaft mit Heckrindern und Konikpferden beweidet. Um Gehölze zurückzudrängen, werden außerdem Entkusselungsmaßnahmen durchgeführt und die Heide zur Verjüngung gemäht. Durch die Beweidung mit Rindern wird z. B. der Wiederaustrieb der sich im Naturschutzgebiet angesiedelten Späten Traubenkirsche so stark verbissen, dass sie nicht mehr fruchten kann.
Seit Ende März 2012 sind mehrere Hauptwege in dem Naturschutzgebiet für Besucher freigegeben. Auch ein Lehrpfad mit 13 Stationen wurde eingerichtet. Große Bereiche des Gebietes dürfen aus Naturschutzgründen und zur Sicherheit nicht betreten werden, weil sich im Bereich des ehemaligen Truppenübungsplatzes Altlasten wie Munitionsreste befinden.
Das Naturschutzgebiet ist überwiegend von bewaldeten Flächen umgeben. Im Osten grenzt es an die Bahnstrecke Burgkemnitz–Oranienbaum.